# مقاحف (المضاربة والعارة)

تعديل مصدري - تعديل

مقاحـف هي إحدى قرى عزلة المضاربة بمديرية المضاربة والعارة التابعة لمحافظة لحج، بلغ تعداد سكانها 111 نسمة حسب تعداد اليمن لعام 2004.